# 宮城交通野村車庫
宮城交通野村車庫（みやぎこうつう のむらしゃこ）は、宮城県仙台市泉区野村字馬場屋敷5-1にある宮城交通の営業所。泉営業所の管轄下にあり、正式名称は泉営業所野村車庫。

## 概要
2006年7月1日に富谷営業所泉中央案内所と塩釜営業所利府車庫（泉地区関連路線）を統合し、東日本急行本社の隣接地に設置された。なお土地は仙台市所有で無償貸与を受けている。
最寄り停留所は泉総合運動場前で、同停留所 - 泉中央駅の出入庫路線が存在するが本数は少ない。また泉中央駅バスプールでの折返し待機台数に制約があり、所属営業所に関わらず当車庫で折返し待機を行う車両も多いため、回送で入出庫する車両のほうが圧倒的に多い。

## 沿革
- 2006年7月1日 - 泉営業所管轄下の車庫として開設。

## 所管路線

### イオンモール新利府線
- （快速）泉中央駅 - 高玉町 - 運転免許センター - イオンモール新利府南館
  - 2021年（令和3年）3月5日 - 運行開始。土日祝日のみ運行[1]。

### まちのり「チョコット」

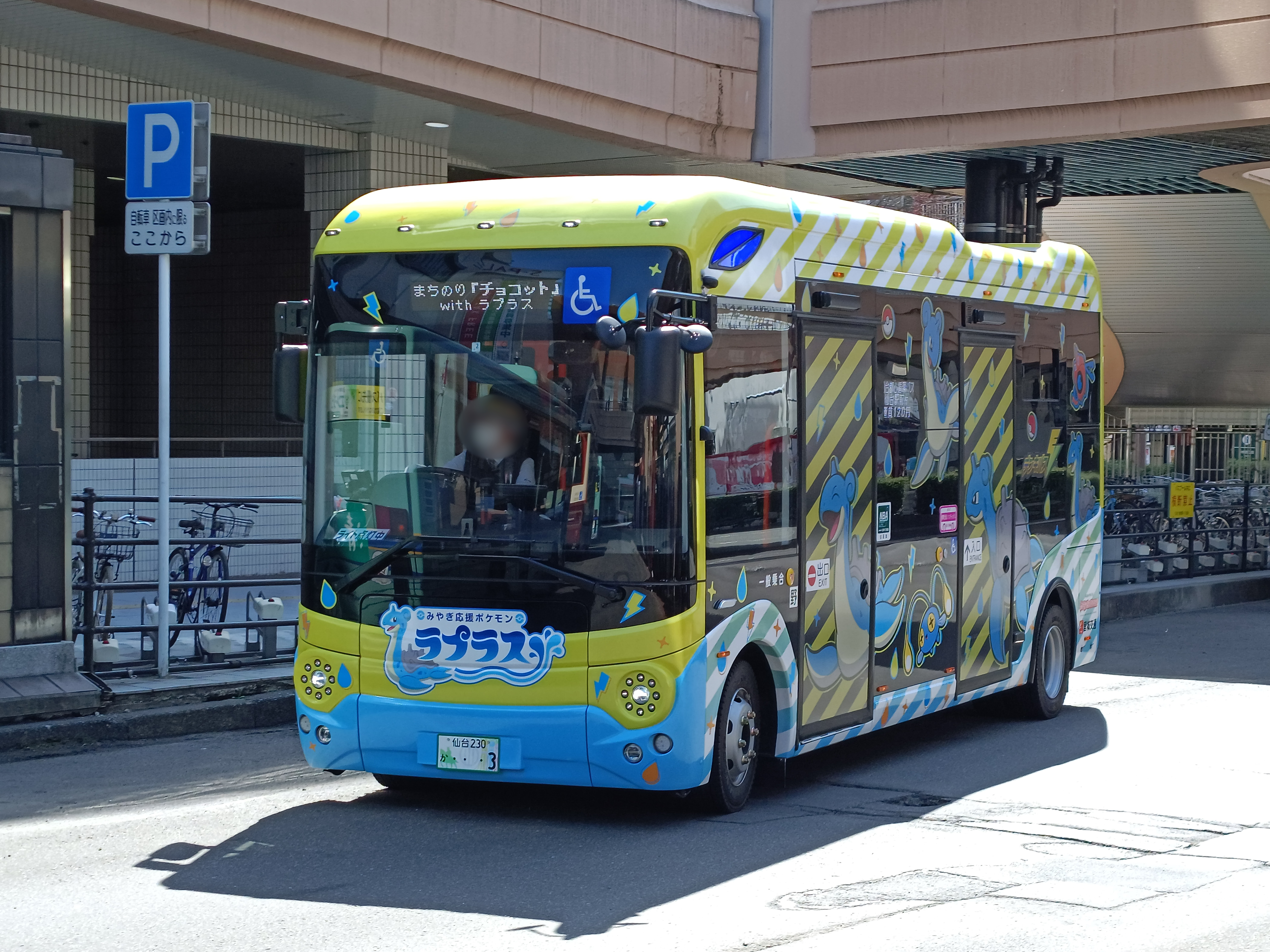
まちのり「チョコット」に投入されたEVバス（2023年3月21日）

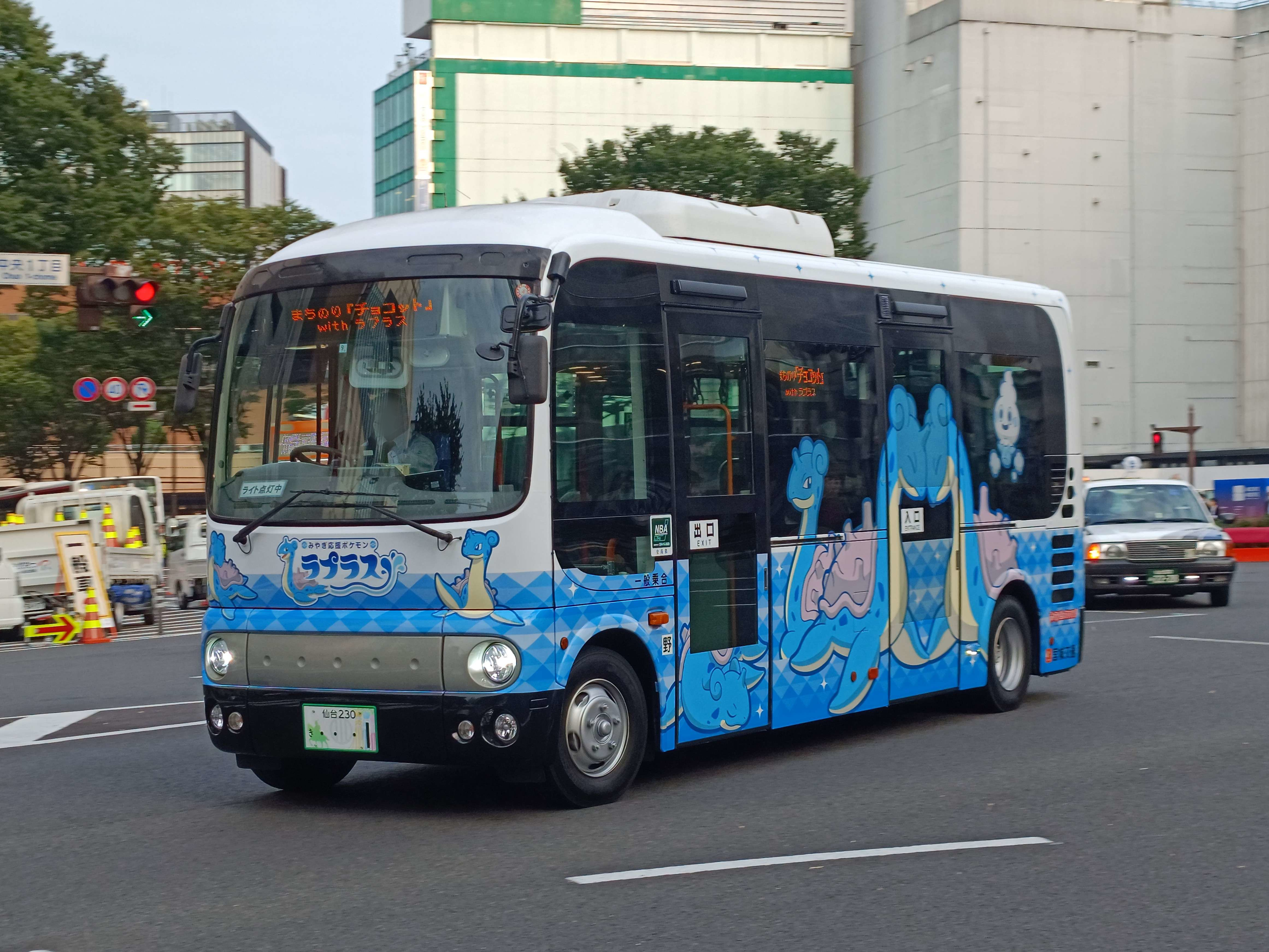
まちのり「チョコット」の初代車両。この車両は現在「ながまちくん」として運行されている。（2022年10月3日）

- 仙台駅前 → ハピナ名掛丁入口 → 本町二丁目 → 錦町公園前 → 定禅寺通市役所前 → メディアテーク入口 → 東北公済病院・戦災復興記念館前 → 晩翠草堂前 → 青葉通一番町駅 → あおば通駅 → 仙台駅前
  - 2022年（令和4年）10月1日 - 仙台都心循環バスとして、「まちのり『チョコット』withラプラス」の名称で運行開始。みやぎ応援ポケモンであるラプラスがデザイン（2種類）された専用の中型バス（日野・ポンチョ）により運行[2][3]。
  - 2023年（令和5年）3月21日 - 仙台市内で初となる専用のEVバス（EVモーターズ・ジャパン製）として、この日の午後の便より運行開始[4][5]。こちらも、みやぎ応援ポケモンであるラプラスがデザインされた「まちのり『チョコット』withラプラス」として2台体制で運行する。なお、EVバスの導入に伴い、従前使用された中型バスのうち1台は仙台営業所に転属の上、同年4月6日より長町ループバス「ながまちくん」に転用された[6]。

#### ひかりの『モーチョコット』withラプラス

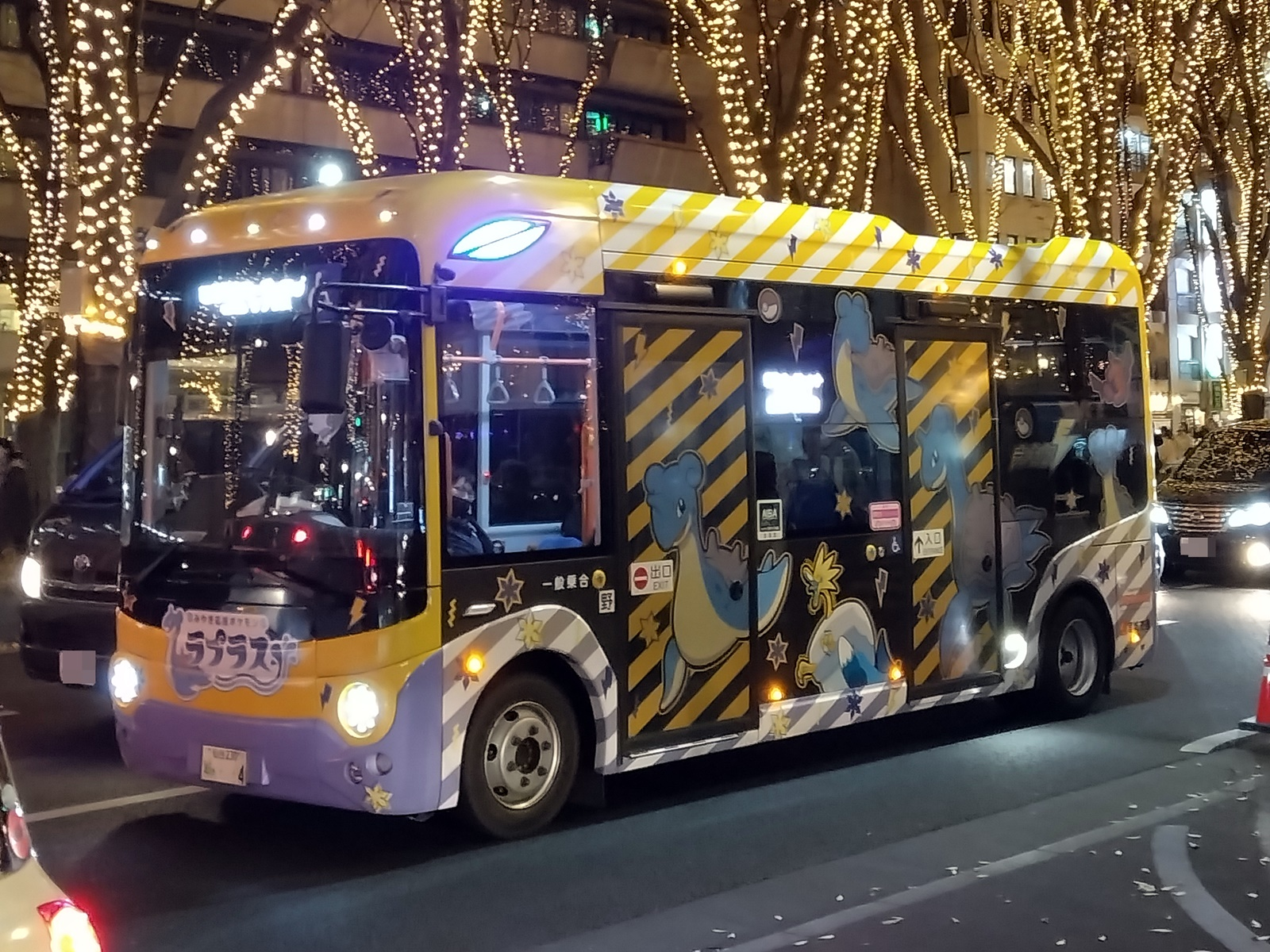
定禅寺通を走行する「ひかりの『モーチョコット』with ラプラス」（2024年12月10日）

- 仙台駅前 → 錦町公園前 → メディアテーク入口 → 西公園前 → 青葉通一番町駅 → 仙台駅前 （※記載停留所のみ停車）
  - 2024年（令和6年）12月6日から同年12月25日までの「2024SENDAI光のページェント」開催期間中に特別運行。仙台駅前発18:00から21:00まで10便（20分間隔）運行。車両は「まちのり『チョコット』withラプラス」で運行しているEVバスを使用した[7]。

### その他の路線
以下の路線は、すべて他営業所（泉営業所、富谷営業所）との共管である。詳細はリンクを参照のこと。
- 将監団地線
- 泉パークタウン線
- 鶴が丘ニュータウン線
- 松陵ニュータウン線
- 向陽台循環線
- 永和台松森団地線
- 東北学院大学線
- 新富谷ガーデンシティ線
- 仙台港線
- 宮城学院線
- 宮城大学線
- 虹の丘団地線
- 泉桜ヶ丘線

## 車両
- 発足時には富谷営業所（泉中央案内所常駐車を中心）および塩釜営業所（利府車庫常駐車を中心）からの転属車がメインであった。
- その後も塩釜営業所や村田駐在所からの転属があったが、現在は両営業所ともミヤコーバスに移管され転属は無くなった。
- 2007年2月にダイヤモンドシティ・エアリ（名取エアリ／現：イオンモール名取）がオープンし、同年3月18日に仙台空港鉄道が開業するまでの間、エアリ利用客のアクセス手段として臨時シャトルバスを名取駅・館腰駅より運行することとなり、当車庫とミヤコーバス名取営業所がその任に当たった。車両は経年車の転属または再登録車を使用し、シャトルバス運行終了後も他路線で運用していたが1年程度で全車除籍・廃車となった。
- 発足以来ノンステップバスが配置されていなかったが、2011年に中古のノンステップバスが導入された。